# Микелка, Эмиль
Эмиль Микелка (чеш. Emil Mikelka; 5 ноября 1894, Пуста-Каменице, ныне район Свитави — 16 июня 1949, Прага) — чешский пианист и музыкальный педагог.
Сын сельского учителя. Учился в Пражской консерватории у Карела Хофмайстера, но с началом Первой мировой войны вынужден был прервать обучение и окончил консерваторию лишь в 1921 году по классу Романа Веселого. В 1921—1922 гг. выступал в Италии. Затем жил и работал в Пльзене, в 1936 г. перебрался в Остраву. С 1940 г. и до конца жизни преподавал в Пражской консерватории (среди его учеников, в частности, Франтишек Раух); учебник «Методика фортепианной игры» остался неизданным.
Наибольшую известность получил как исполнитель произведений Бедржиха Сметаны, в 1924 г. в рамках торжеств в честь столетия композитора исполнил в серии концертов все известные к тому времени фортепианные сочинения последнего. Как ансамблист нередко выступал вместе с Чешским квартетом. Под редакцией Микелки в 1940-е гг. выходили в Праге фортепианные пьесы П. И. Чайковского и др.